# Laufey

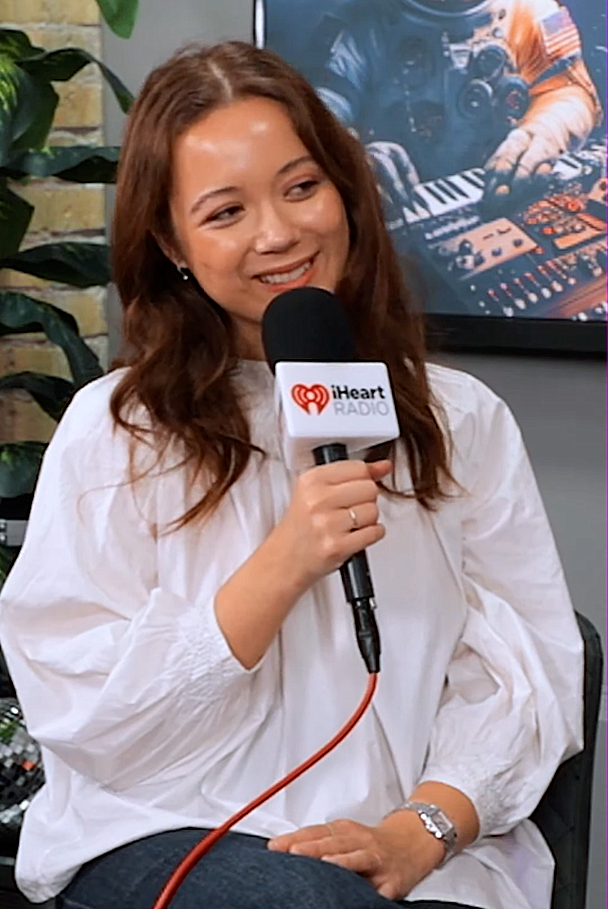
Laufey při rozhovoru pro iHeartRadio

Laufey Lín Bing Jónsdóttir (islandsky: [ˈlœiːvei ˈliːn ˈjounstouhtɪr̥]; narozena 23. dubna 1999), známá pod mononymem Laufey, je islandsko-čínská zpěvačka a skladatelka. Do veřejného povědomí se poprvé dostala v roce 2014, kdy se probojovala do finále soutěže Ísland Got Talent a o rok později do semifinále soutěže The Voice Iceland. Na popularitě začala nabírat v roce 2020, kdy vydala svůj debut, single "Street by Street", který dosáhl první příčky islandské hitparády. V roce 2021 pak vydala své debutové EP Typical of Me, o rok později své debutové album Everything I Know About Love. Roku 2023 následovalo album Bewitched, za které vyhrála Grammy pro nejlepší tradiční popové vokální album. Proslavila se pro svůj hudební styl mísící jazz s bedroom popem, klasickou hudbou a popem 20. století, který sama popisuje jako moderní jazz.

## Dětství a vzdělání
Narodila se 23. dubna 1999 v Reykjavíku islandskému otci a čínské matce. Její matka je houslistka a její dědeček, Lin Yaoji, byl učitel hry na housle na akademii Central Conservatory of Music v Pekingu, což Laufey uvádí jako původ své lásky k hudbě. Ve věku čtyř let začala hrát na piano a v osmi letech na violoncello. Roku 2018 odmaturovala na gymnáziu Reykjavík College of Music, kde studovala zpěv. Své mládí strávila cestováním mezi Reykjavíkem a Washingtonem, D.C., mnohokrát navštívila i Peking. Její identické dvojče Júnía Lín Jónsdóttir hraje na housle a pomáhá Laufey s kreativními rozhodnutími.
Ve věku 15 let Laufey vystoupila jako sólová violoncellistka s Islandským Symfonickým Orchestrem. V roce 2014 se probojovala do finále soutěže Ísland Got Talent, a o rok později se objevila jako nejmladší účastnice v historii na pořadu The Voice Iceland, kde se dostala do semifinále. V roce 2021 dokončila studium na prestižní vysoké škole Berklee College of Music a od roku 2023 žije v Los Angeles.

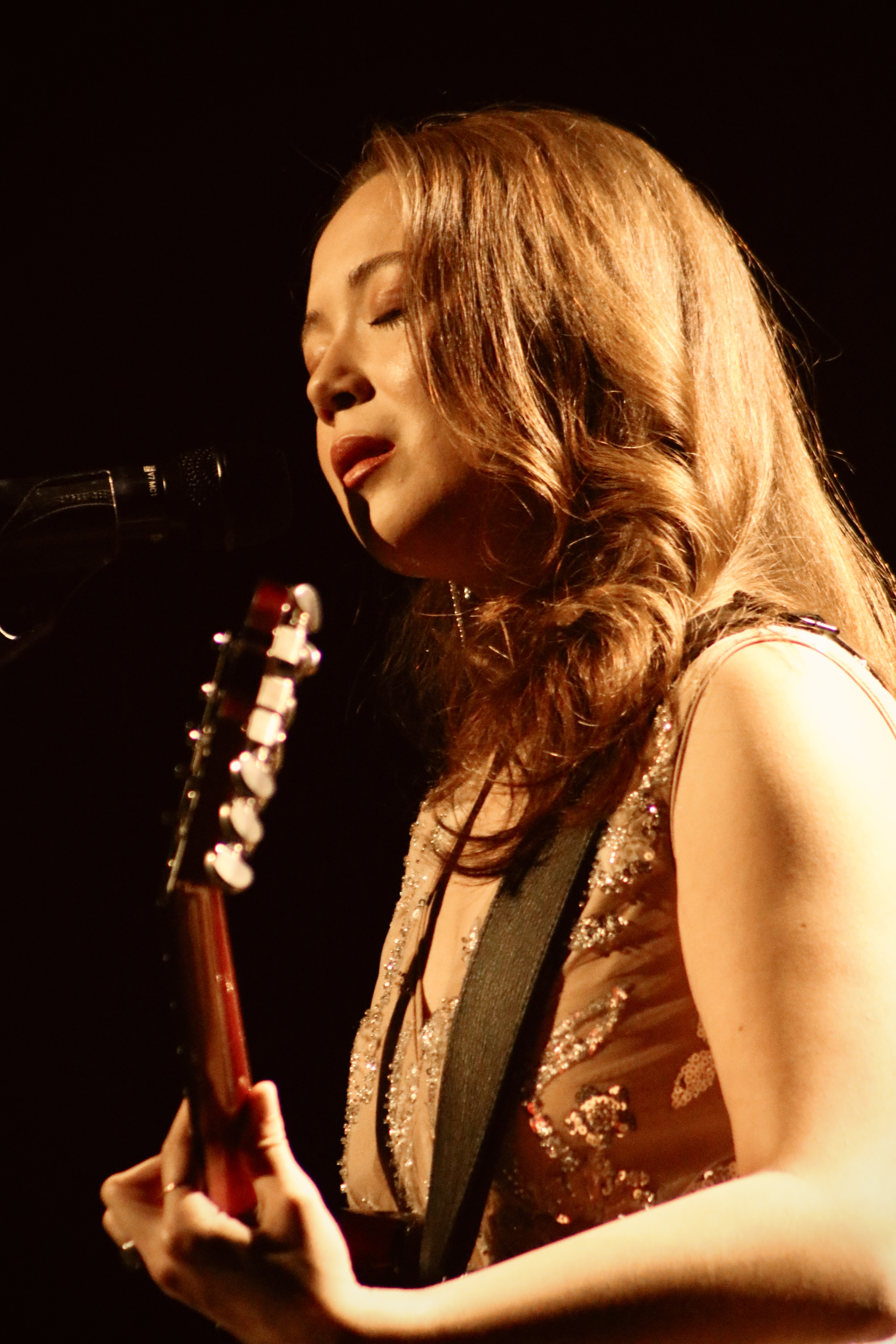
Laufey při vystoupení v Queen Elizabeth Theatre ve Vancouveru - 2024

## Kariéra
Laufey debutovala 6. dubna 2020 se svým singlem "Street by Street", který dosáhl první příčky v žebříčku islandské hitparády. Ta je spolu s šesti dalšími písněmi součástí EP Typical of Me, které vyšlo o rok později. Značnou část písní Laufey napsala na vysokoškolské koleji. Magazín American Songwriter toto EP zařadil na svůj seznam nejlepších alb roku 2021, časopis Rolling Stone ocenil interpretaci písně "I Wish You Love" a Laufey se dostalo i pozornosti hudebníků jako Billie Eilish.
Toho roku Laufey uváděla týdenní pořad Happy Harmonies na stanici BBC Radio 3, v listopadu pak vystoupila na London Jazz Festivalu. Nedlouho poté nahrála s Londýnským Filharmonickým Orchestrem svou píseň "Let You Break My Heart Again" a v prosinci pak ve spolupráci s britskou zpěvačkou a písničkářkou Dodie vydala single "Love To Keep Me Warm", cover písně "Winter Weather" Teda Shapira.
V roce 2022 se Laufey poprvé objevila v americké televizi, když 21. ledna vystoupila jako hudební host v pořadu Jimmy Kimmel Live! se svou písní "Like the Movies" a 26. srpna pak vydala své první album Everything I Know About Love, kterému se podařilo dosáhnout první příčky americké hitparády v kategorii album alternativního nového umělce.
V srpnu 2023 Laufey oznámila podpis smlouvy s vydavatelem Warner Chappell Music (WCM) a 8. září vyšlo její druhé album Bewitched, které se setkalo s pozitivním ohlasem kritiků a na 66. ročníku cen Grammy za něj dostala cenu za nejlepší tradiční popové vokální album, kde vystoupila s Billym Joelem a jeho písní "Turn the Lights Back On".

## Veřejná image

### Inspirace a hudební styl
Laufey svou hudbou ovlivnili nejen klasičtí skladatelé jako Fryderyk Chopin nebo Maurice Ravel, ale i jazzové zpěvačky jako Ella Fitzgerald či Billie Holiday, k jejichž hudbě se dostala díky sbírce desek svého otce. Laufey sama za svoje největší zdroje inspirace považuje Ellu Fitzgerald a Cheta Bakera, ale i Taylor Swift, Noru Jones nebo Adele.
Laufey svou hudbu popisuje jako jazz či jazz pop, zatímco organizace jako je National Public Radio, New York Times a The Sydney Mornign Herald uvádí i žánry jako pop, bossa nova, klasická hudba nebo tradiční pop.

### Kritika
Kritici Maura Judkis z Washington Post a Murray Stassen z Music Business Worldwide napsali, že Laufey "oživuje" jazz pro generaci Z, vzhledem k tomu, že je žánr z velké části komerčně upadá a není mu věnováno tolik pozornosti, jako v jeho rozkvětu. Novinář Michael Dwyer v článku v The Sydney Morning Harald popisuje Laufey jako TikTokovou ambasadorku jazzu. Morgan Enos na Grammys.com píše, že úspěch alba Bewitched ukazuje, že se Laufey podařilo okouzlit jazzové nováčky.

### Móda
Laufey charakterizuje její prostý a jednoduchý styl. Kombinuje krajky, pastelové barvy a jasné metalické prvky. Vogue a South China Morning Post vyzdvihují její použití vlažných barev a jazzového oblečení při vystoupeních a její styl popisují jako "nástavbu její hudby".

## Diskografie

### Studiová alba
| Název                        | Detaily                                                                                           | Nejvyšší umístění | Nejvyšší umístění | Nejvyšší umístění | Nejvyšší umístění | Nejvyšší umístění | Nejvyšší umístění | Nejvyšší umístění | Nejvyšší umístění | Nejvyšší umístění |
| Název                        | Detaily                                                                                           | ISL               | AUS               | CAN               | NZ                | UK                | UK Indie          | US                | US Indie          | US Jazz           |
| ---------------------------- | ------------------------------------------------------------------------------------------------- | ----------------- | ----------------- | ----------------- | ----------------- | ----------------- | ----------------- | ----------------- | ----------------- | ----------------- |
| Everything I Know About Love | - Vydáno: 26. srpna 2022 - Vydavatel: AWAL - Formát: LP, CD, digitální stažení, streamování       | 15                | —                 | —                 | —                 | —                 | —                 | —                 | —                 | 3                 |
| Bewitched                    | - Vydáno: 8. září 2023 - Vydavatel: AWAL - Formát: LP, CD, kazeta, digitální stažení, streamování | 3                 | 6                 | 38                | 13                | 13                | 2                 | 18                | 1                 | 1                 |

### Live alba
| Název                                                     | Detaily                                                                             |
| --------------------------------------------------------- | ----------------------------------------------------------------------------------- |
| A Night at the Symphony (with Iceland Symphony Orchestra) | - Vydáno: 2. března 2023 - Vydavatel: AWAL - Formát: Digitální stažení, streamování |

### Singly
| Název                                                                        | Rok  | Nejvyšší umístění | Nejvyšší umístění | Nejvyšší umístění | Nejvyšší umístění | Nejvyšší umístění | Nejvyšší umístění | Nejvyšší umístění | Certifikace                                  | Album                          |
| Název                                                                        | Rok  | AUS               | CAN               | NZ Hot            | UK                | UK Indie          | US Bub.           | US Rock           | Certifikace                                  | Album                          |
| ---------------------------------------------------------------------------- | ---- | ----------------- | ----------------- | ----------------- | ----------------- | ----------------- | ----------------- | ----------------- | -------------------------------------------- | ------------------------------ |
| "Street by Street"                                                           | 2020 | —                 | —                 | —                 | —                 | —                 | —                 | —                 |                                              | Typical of Me                  |
| "Someone New"                                                                | 2020 | —                 | —                 | —                 | —                 | —                 | —                 | —                 |                                              | Typical of Me                  |
| "Best Friend"                                                                | 2021 | —                 | —                 | —                 | —                 | —                 | —                 | —                 |                                              | Typical of Me                  |
| "Let You Break My Heart Again" (with Philharmonia Orchestra)                 | 2021 | —                 | —                 | —                 | —                 | —                 | —                 | —                 |                                              | Non-album singles              |
| "Love Flew Away" (with Adam Melchor)                                         | 2021 | —                 | —                 | —                 | —                 | —                 | —                 | —                 |                                              | Non-album singles              |
| "Love to Keep Me Warm" (with Dodie)                                          | 2021 | —                 | —                 | —                 | —                 | —                 | —                 | —                 |                                              | A Very Laufey Holiday!         |
| "Valentine"                                                                  | 2022 | —                 | —                 | —                 | —                 | —                 | —                 | —                 |                                              | Everything I Know About Love   |
| "Everything I Know About Love"                                               | 2022 | —                 | —                 | —                 | —                 | —                 | —                 | —                 |                                              | Everything I Know About Love   |
| "Fragile"                                                                    | 2022 | —                 | —                 | —                 | —                 | —                 | —                 | —                 |                                              | Everything I Know About Love   |
| "Dear Soulmate"                                                              | 2022 | —                 | —                 | —                 | —                 | —                 | —                 | —                 |                                              | Everything I Know About Love   |
| "Falling Behind"                                                             | 2022 | —                 | —                 | —                 | —                 | —                 | —                 | —                 | - RIAA: Gold                                 | Everything I Know About Love   |
| "Ain't Christmas" (Alexander 23 with Laufey)                                 | 2022 | —                 | —                 | —                 | —                 | —                 | —                 | —                 |                                              | Non-album single               |
| "The Christmas Waltz"                                                        | 2022 | —                 | —                 | —                 | —                 | —                 | —                 | —                 |                                              | A Very Laufey Holiday!         |
| "Valentine" (Live at the Symphony) (with Iceland Symphony Orchestra)         | 2023 | —                 | —                 | —                 | —                 | —                 | —                 | —                 |                                              | A Night at the Symphony        |
| "From the Start"                                                             | 2023 | —                 | 85                | 8                 | 92                | 39                | 1                 | —                 | - ARIA: Gold - MC: Platinum - RIAA: Platinum | Bewitched                      |
| "Promise"                                                                    | 2023 | —                 | —                 | —                 | —                 | —                 | —                 | —                 |                                              | Bewitched                      |
| "Bewitched"                                                                  | 2023 | —                 | —                 | —                 | —                 | —                 | —                 | —                 |                                              | Bewitched                      |
| "California and Me" (with Philharmonia Orchestra)                            | 2023 | —                 | —                 | —                 | —                 | —                 | —                 | —                 |                                              | Bewitched                      |
| "A Night to Remember" (with Beabadoobee)                                     | 2023 | —                 | —                 | 3                 | 84                | —                 | 17                | 25                |                                              | TBA                            |
| "Christmas Dreaming"                                                         | 2023 | —                 | —                 | —                 | —                 | —                 | —                 | —                 |                                              | A Very Laufey Holiday!         |
| "Winter Wonderland"                                                          | 2023 | 69                | 55                | 7                 | 26                | 3                 | 2                 | —                 |                                              | Spotify Singles Holiday        |
| "Goddess"                                                                    | 2024 | —                 | —                 | 12                | —                 | —                 | —                 | —                 |                                              | Bewitched: The Goddess Edition |
| "—" označuje nahrávku, která se neumístila nebo nebyla vydána v této oblasti |      |                   |                   |                   |                   |                   |                   |                   |                                              |                                |

### Další písně umístěné na hitparádě
| Název         | Rok  | Nejvyšší umístění | Album                          |
| Název         | Rok  | NZ Hot            | Album                          |
| ------------- | ---- | ----------------- | ------------------------------ |
| "Dreamer"     | 2023 | 26                | Bewitched                      |
| "Second Best" | 2023 | 28                | Bewitched                      |
| "Haunted"     | 2023 | 32                | Bewitched                      |
| "Lovesick"    | 2023 | 21                | Bewitched                      |
| "Bored"       | 2024 | 13                | Bewitched: The Goddess Edition |

### Ostatní
| Název                                 | Detaily | Nejvyšší umístění |
| Název                                 | Detaily | US Jazz           |
| ------------------------------------- | --- | ----------------- |
| Typical of Me                         | - Vydáno: 30. dubna 2021 - Vydavatel: Vlastní vydání, AWAL - Formát: Digitální stažení, streamování, vinyl | 2                 |
| The Reykjavík Sessions                | - Vydáno: 22. září 2022 - Vydavatel: AWAL - Formát: Digitální stažení, streamování                         | —                 |
| A Very Laufey Holiday!                | - Vydáno: 11. listopadu 2022 - Vydavatel: AWAL - Formát: Digitální stažení, streamování                    | —                 |
| Christmas with You (with Norah Jones) | - Vydáno: 10. listopadu 2023 - Vydavatel: Capitol, Blue Note - Formát: streamování                         | —                 |

## Ocenění a nominace
| Cena                     | Rok  | Oceněn    | Kategorie                                                        | Výsledek |
| ------------------------ | ---- | --------- | ---------------------------------------------------------------- | -------- |
| Grammy Awards            | 2024 | Bewitched | Best Traditional Pop Vocal Album                                 | Vítěz    |
| Icelandic Music Awards   | 2024 | Laufey    | Pop, Rock, Hip Hop, and Electronic Performer of the Year         | Vítěz    |
| Icelandic Music Awards   | 2024 | Laufey    | Pop, Rock, Hip Hop, and Electronic Vocal Performance of the Year | Vítěz    |
| Icelandic Optimism Award | 2024 | Laufey    | —                                                                | Vítěz    |
| President’s Export Prize | 2024 | Laufey    | Honorary award                                                   | Vítěz    |

## Turné
- Everything I Know About Love Tour (2022)
- Bewitched Tour (2023–2024)